# 海豐崙 (彰化縣)
海豐崙，是臺灣彰化縣田尾鄉的一個地名，位於該鄉西北部。相較於今日行政區，其範圍大致包括海豐村、陸豐村。

## 歷史
台灣清治末期至日治初期，海豐崙地區為一街庄，稱為「海豐崙庄」，隸屬於東螺東堡。該庄西北與西勢厝庄為鄰，北邊一小段與阿媽厝庄為界，東北與竹仔腳庄為鄰，東與獨鰲庄、打簾庄為鄰，南邊為溪仔頂庄，西南邊為埤頭庄、周厝崙庄。。
1901年（日治明治三十四年）11月，全台廢縣廳改設二十廳，該庄隸屬於彰化廳。1903年（明治三十六年）6月，該庄編入「海豐崙區」，隸屬於彰化廳。1909年（明治四十二年）10月，合併二十廳為十二廳，海豐崙區改隸屬於臺中廳。1920年（大正九年），廢廳、支廳、區、街庄（舊制）改設州、郡、街庄（新制）、大字，該庄改制為「海豐崙」大字，隸屬於臺中州北斗郡田尾庄。
戰後田尾庄改制為田尾鄉，隸屬於臺中縣，大字亦改制為村。1950年10月，中、彰、投分治，田尾鄉改隸屬彰化縣。

## 聚落
本地區發展較早的聚落為海豐崙，在日治期初期的官方地圖上已有記載。此外，本地區尚有九號聚落。

## 交通
國道1號又稱「中山高速公路」，是貫穿台灣西部的兩條縱向高速公路之一，大致以北北東—南南西走向轉北向南經過海豐崙地區中部偏東地帶。境內未設交流道，北側最近的是縣道148號交會處的員林交流道，南側最近的是縣道150號交會處南側的北斗交流道，由此等可快速前往國道1號沿線各地。
鄉道彰141線（中正路三段）是三塊厝至田尾的道路，大致以北北西－南南東走向到達本地區北部邊界地帶，繞彎道轉東南東沿邊界線跨越國道1號後繞大彎轉南南西入境後，繞大彎轉南南東進入海豐崙聚落再轉東南，至鄉道143線終點路口轉南出聚落，至本地區南部邊界東側的鄉道152線起點路口轉東南微南出境。由該道路向北北西轉西北可經竹子腳西南端前往阿媽厝南端、阿媽厝與西勢厝交界地帶、西勢厝東部邊界地帶偏北並止於省道台19線路口，向東南微南可前往溪子頂北部、田尾西南部、溪子頂東部、饒平厝西南部並止於省道台1線路口。
鄉道彰143線（陸豐路、民生路三段）是芎蕉腳至海豐崙的道路，其南側端點位於本地區中部偏東北海豐崙聚落的中部偏東南側。由此向東南東繞逆行S字形至本地區東北部邊界地帶的鄉道彰144線路口，轉北北東出境後可前往竹子腳、羅厝中部偏北芎蕉腳聚落東南側的縣道148號路口。
鄉道彰144線（永福路二段、崙美村西北部縱向小路）是海豐崙至社頭的道路，其西側端點位於本地區東北部邊界地帶的鄉道143線路口。由此向東南轉東南東沿邊界而行，至永靖鄉崙美村西北部縱向小路路口轉南沿邊界行一小段路，至獨鰲路二段路口轉東出境後可前往獨鰲、永靖市區、五汴頭南部、五汴頭與陳厝厝交界地帶、陳厝厝、湳底中部並止於其東側邊界地帶的舊縣道141號（員集路三段）路口。
鄉道彰150線（民生路三段）是陸豐至溪畔的道路，其西側端點位於本地區東部邊界北側的鄉道彰144號路口西側。由此向南微西沿邊界行一小段路，過崙子尾排水橋梁後轉東出境，可前往獨鰲與打簾交界地帶、打簾並止於其東南部邊界地帶的省道台1線路口。
鄉道彰151線（海豐崙排水西南側平行道路、東北－西南和平巷）是三角子至埤頭的道路，大致以西北－東南走向轉東北－西南走向經過本地區西部。由該道路向西北轉北再轉東北可前往西勢厝東南部並止於其北側邊界地帶的鄉道彰141線路口，向西南可前往周厝崙東部、周厝崙與埤頭交界地帶、崙子東部並止於舊省道台19線（彰水路四段、三段）路口。
鄉道彰152線（新生路）是海豐崙至小埔心的道路，其北側端點位於本地區東南部邊界北側鄉道彰141線路口。由此向西南沿邊界而行，經鄉道彰154線起點路口後跨越國道1號續行，出境後可前往溪子頂西端、埤頭、連交厝、小埔心並止於舊省道台19線（彰水路三段）路口。
鄉道彰153-1線（後庄巷）是海豐至溪頂的道路，其西北側端點位於本地區東南部邊界北側鄉道彰152線路口。由此向南南西轉南南東經三十張犁聚落轉南南西經兩次直角轉彎後轉東可前往溪子頂東部並止於鄉道彰141線路口。
鄉道彰154線（社斗路二段）是海豐至朝興的道路，其西側端點位於本地區東南部邊界地帶國號1號東側的鄉道彰152線路口。由此向南與國道1號併行一小段路後轉東可前往溪子頂、田尾、田尾與溪子頂交界地帶、饒平厝與田尾交界地帶、饒平厝、曾厝崙、鎮平南部、小紅毛社、大紅毛社與張厝交界地帶、張厝與崙雅交界地帶、崙雅與社頭交界地帶、社頭、舊社、石頭坑南部偏西並止於縣道137號路口。

## 學校
- 陸豐國小